# Edificio Tornquist
El Edificio Tornquist es un gran edificio bancario y de oficinas que se encuentra en la calle Bartolomé Mitre, entre Florida y San Martín, en la city financiera del barrio de San Nicolás, en la ciudad de Buenos Aires, Argentina.

## Historia
Fue proyectado en 1926 por el arquitecto Alejandro Bustillo, considerado uno de los más trascendentes de la Argentina por su obra, que se acercó a crear un estilo arquitectónico nacional. La constructora alemana GEOPE llevó adelante las obras, y el edificio fue terminado hacia 1928.
Su comitente fueron los herederos de Ernesto Tornquist, un exitoso banquero y empresario de nivel internacional, cercano a los gobiernos argentinos desde la crisis económica de 1890, cuando actuó como garante para la obtención de créditos en Europa. Tornquist había fundado Ernesto Tornquist y Cía. en 1874, y en 1907 ésta se transformó en sociedad anónima, actuando como entidad bancaria e importadora y exportadora. También emprendió la construcción del Plaza Hotel de la Plaza San Martín, inaugurado en 1909.
En 1936, el Tornquist se fusionó con el Banco Español del Río de la Plata. El 28 de marzo de 2000, el Banco Central de la República Argentina aprobó la fusión entre el Banco Tornquist y el Banco Río, actualmente Banco Santander Río, actual propietario del edificio, que fue propuesto varias veces en venta, sin llegar a pasar a nuevas manos hasta el día de hoy.
En junio de 2002, por decreto presidencial 2055/2002, fue declarado Monumento Histórico Nacional, junto con los edificios del Banco de Boston y del Banco Nación.
En octubre de 2013, en el marco del Plan Microcentro y en coincidencia con el 30 Aniversario de Casa FOA -que se organizó en este edificio- el Gobierno de la Ciudad inauguró la iluminación arquitectónica de la fachada.
Entre el 27 de marzo y el 6 de abril de 2014, el edificio fue sede de la muestra "Espacios Revelados, Changing Places", organizada por Siemens Stiftung y el Gobierno de la Ciudad, con las instalaciones "Pixelated Revolution" del libanés Rabih Mroué, y "Laughing Hole" de coreógrafa europea María La Ribot, entre otros artistas.

## Descripción
El Edificio Tornquist cuenta con 2 subsuelos, una planta baja, entrepiso y 9 pisos altos (uno en la mansarda). Fue considerado uno de los más amplios y avanzados en su equipamiento en su momento, ya que la distribución de los espacios internos es singular: en el 2.º subsuelo se encontraba el Tesoro del banco, conectado con una escalera directa a la planta baja (hall principal del Banco Tornquist), ya que en el 1.er subsuelo estaba el restaurante Trócadero, con acceso particular desde la calle.
El edificio estaba planteado en el particular estilo historicista neoclásico que caracterizó la obra de Alejandro Bustillo, sabiendo combinar elementos europeos con los coloniales españoles que habían abundado en la argentina antes de la llegada de la generación del 80. El acceso al hall principal del Banco Tornquist se encontraba en el n.º 531, donde el frente del edificio se retiraba de la línea municipal de fachadas, dejando un espacio para contemplar los pisos superiores, en una arteria de apenas 10 metros de ancho, como lo es la calle Bartolomé Mitre. El acceso a los pisos superiores, destinados a oficinas, estaba en el n.º 527, y el acceso a la amplia cochera para 45 vehículos y al Trócadero, en el n.º 559, ambos en los cuerpos laterales que sobresalen con respecto a la entrada al banco. En 1979 fue terminado el Edificio San Martín 128, que utilizó el subsuelo del Edificio Tornquist para conectarlo con la salida de su estacionamiento subterráneo, debido a las reducidas dimensiones del lote en que se construyó.

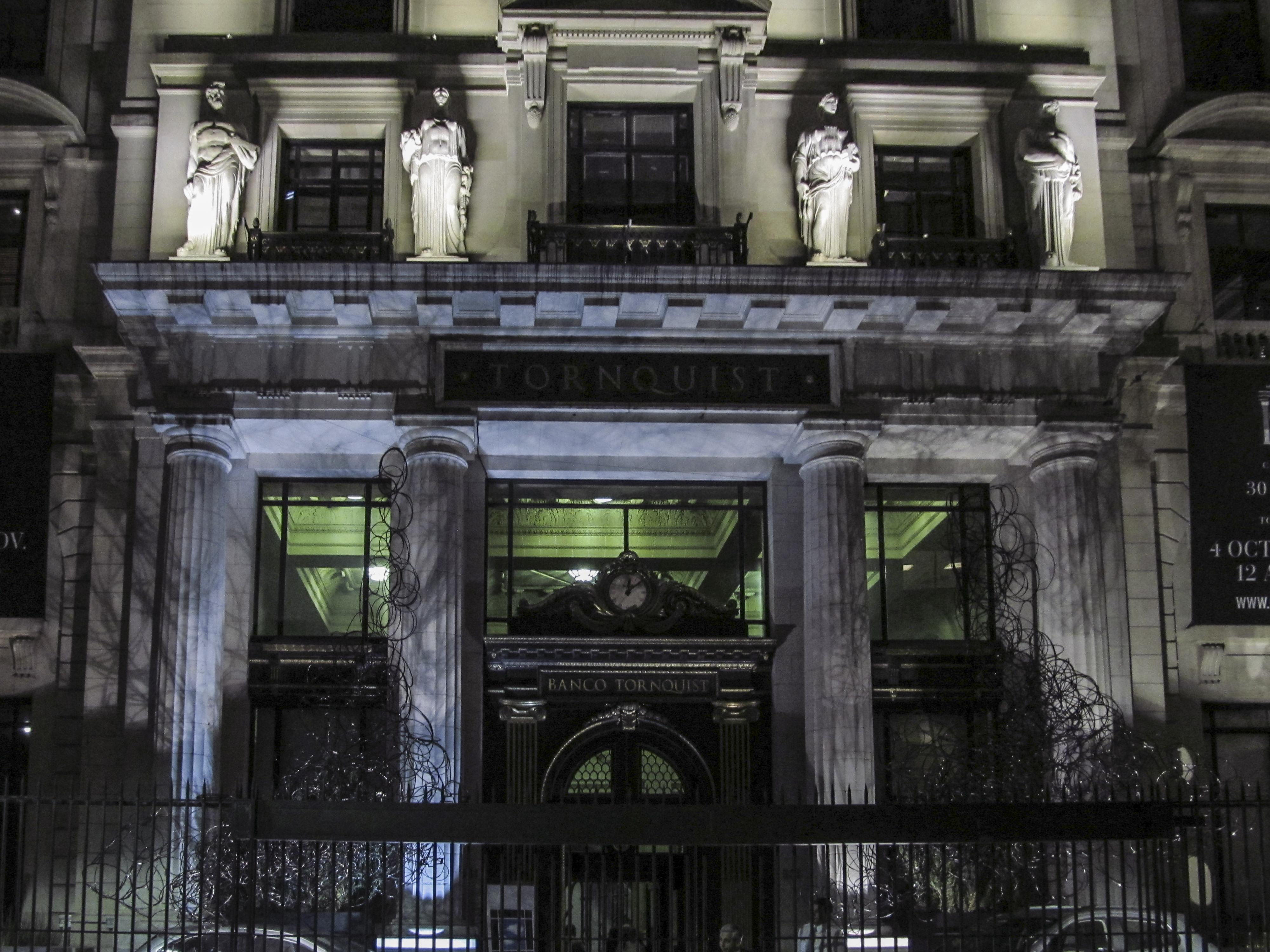
Entrada principal del edificio en donde se aprecian los ornamentos

La entrada principal al Banco Tornquist, por Bartolomé Mitre 531, daba pasando un vestíbulo al hall principal, con 3 pisos de altura y un gran techo vidriado donde se encontraba la sala de operaciones. Está ornamentado con numerosos relieves del artista Troiano Troiani y posee pilastras de orden corintio. El edificio cuenta con dos patios, alrededor de los cuales se nuclearon las oficinas, al fondo de la planta. Las oficinas jerárquicas de la institución estaban en el 1.er piso, y tenían dos ascensores especiales que partían de la cochera. Tanto el salón de Directorio como los despachos más importantes fueron revestidos en boisserie elaborada en Francia, y en cerámicos importados de Suecia.

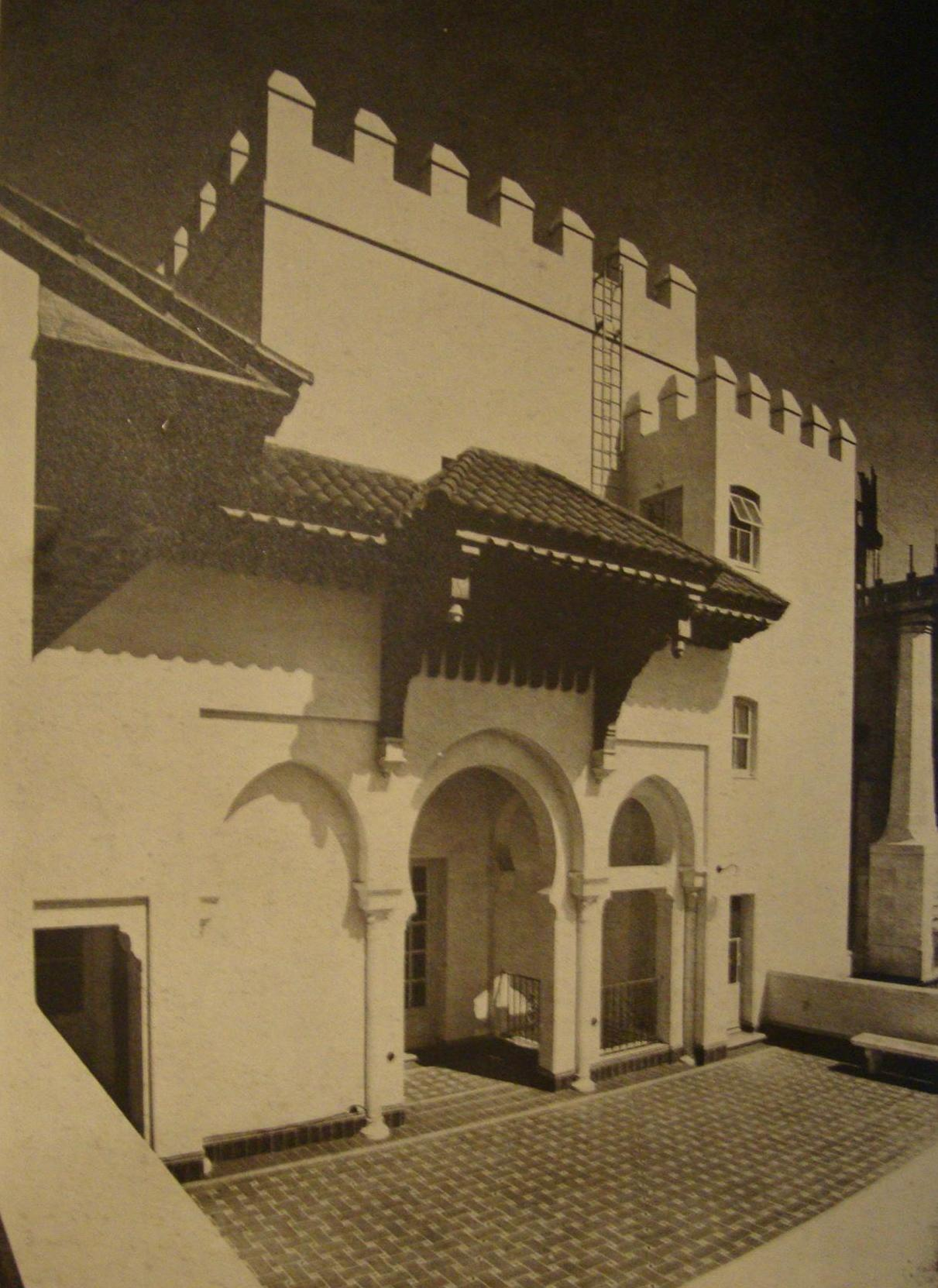
El acceso a la terraza y el patio

Los 9 pisos superiores estuvieron destinados a oficinas de renta (alquiler), y con un acceso especial por Bartolomé Mitre 527, que lleva a un vestíbulo con 5 ascensores de alta velocidad, novedosos en su momento.
En el 11.º piso se instaló el City Club, con un gran comedor principal de doble altura, y diversos comedores particulares reservados para ocasiones especiales de mayor privacidad. Por último, en la azotea había una terraza, con un acceso de estilo neocolonial y un pequeño patio.
El Edificio Tornquist tuvo en su momento algunos de los mayores avances en cuanto a infraestructura y servicios, contando con innovaciones tales como sistema de aire acondicionado central, sistema de extracción de polvo, sistema de tubos neumáticos y recolección de corre, y los ascensores de alta velocidad.